# Adoretus aquilonis
Adoretus aquilonis är en skalbaggsart som beskrevs av Kobayashi 1991. Adoretus aquilonis ingår i släktet Adoretus och familjen Rutelidae. Inga underarter finns listade i Catalogue of Life.